# Top 40-lijst van week 11, 1965
Deze hits stonden in 1965 in week 11 in de Nederlandse Top 40.

## Top 40 week 11, 1965
| Rang | Land                     | Artiest                                                                           | Titel                                  | Rang vorige week | Aantal weken in de Top 40 | Hoogste positie | Aantal punten |
| ---- | ------------------------ | --------------------------------------------------------------------------------- | -------------------------------------- | ---------------- | ------------------------- | --------------- | ------------- |
| 1    | Nederland Zweden Finland | Dutch Swing College Band / Gudrun Jankis / Stig Rauno / Jan Rodhe & The Wild Ones | Let kiss / Letkis / Letkis jenka       | 1                | 9                         | 1               | 274           |
| 2    | Verenigd Koninkrijk      | The Beatles                                                                       | Eight Days a Week / Baby's in Black    | 2                | 4                         | 2               | 146           |
| 3    | Verenigde Staten         | Chubby Checker                                                                    | Lovely, Lovely (Loverly, Loverly)      | 3                | 9                         | 2               | 313           |
| 4    | Canada                   | Lucille Starr                                                                     | Crazy Arms/Colinda                     | 5                | 9                         | 4               | 231           |
| 5    | Canada                   | Lucille Starr                                                                     | The French Song                        | 4                | 11                        | 1               | 426           |
| 6    | Italië                   | Adamo                                                                             | Les Filles Du Bord De Mer              | 6                | 9                         | 5               | 270           |
| 7    | Verenigd Koninkrijk      | The Beatles                                                                       | I Feel Fine                            | 7                | 11                        | 1               | 417           |
| 8    | Nederland                | Gert Timmerman                                                                    | De Schommelstoel                       | 9                | 7                         | 7               | 199           |
| 9    | Verenigde Staten         | The Righteous Brothers                                                            | You've Lost That Lovin' Feelin'        | 10               | 4                         | 9               | 103           |
| 10   | Nederland                | Wim Sonneveld                                                                     | Frater Venantius                       | 11               | 9                         | 10              | 230           |
| 11   | Verenigd Koninkrijk      | Petula Clark                                                                      | Downtown                               | 8                | 11                        | 3               | 358           |
| 12   | Verenigd Koninkrijk      | Sounds Orchestral                                                                 | Cast your fate to the wind             | 16               | 6                         | 12              | 135           |
| 13   | Nederland                | Ronnie Tober                                                                      | Iedere avond                           | 12               | 5                         | 12              | 111           |
| 14   | Verenigde Staten         | Roy Orbison                                                                       | Goodnight                              | 37               | 2                         | 14              | 31            |
| 15   | Nederland                | Trea Dobbs                                                                        | Ploem ploem jenka                      | 39               | 2                         | 15              | 28            |
| 16   | Verenigde Staten         | Del Shannon                                                                       | Keep Searchin' (We'll Follow the Sun)  | 19               | 4                         | 16              | 72            |
| 17   | Verenigd Koninkrijk      | Julie Rogers                                                                      | The Wedding                            | 15               | 11                        | 9               | 321           |
| 18   | Verenigd Koninkrijk      | The Kinks                                                                         | Tired of Waiting for You               | 27               | 3                         | 18              | 38            |
| 19   | Verenigd Koninkrijk      | Cliff Richard                                                                     | I Could Easily Fall (In Love With You) | 13               | 11                        | 4               | 354           |
| 20   | Nederland                | Rein de Vries                                                                     | Patsy                                  | 23               | 4                         | 20              | 57            |
| 21   | Duitsland                | Ronny                                                                             | Kenn Ein Land/Kleine Annabell          | 24               | 11                        | 18              | 207           |
| 22   | Verenigde Staten         | Trini Lopez                                                                       | Lemon Tree                             | 21               | 6                         | 21              | 73            |
| 23   | Nederland                | Ronnie Tober                                                                      | Geweldig                               | 32               | 2                         | 23              | 27            |
| 24   | Duitsland                | Geschwister Jacob                                                                 | Träume der Liebe                       | 18               | 6                         | 17              | 116           |
| 25   | Verenigde Staten         | Trini Lopez                                                                       | Adalita                                | 17               | 11                        | 9               | 259           |
| 26   | Verenigd Koninkrijk      | The Scorpions                                                                     | Hello Josephine                        | 31               | 4                         | 26              | 31            |
| 27   | Verenigd Koninkrijk      | The Rolling Stones                                                                | Little Red Rooster                     | 20               | 11                        | 4               | 316           |
| 28   | Italië                   | Adamo                                                                             | Dolce Paola                            | 14               | 11                        | 4               | 321           |
| 29   | Nederland                | Helma & Selma                                                                     | Bergen van Tirol                       | 22               | 7                         | 20              | 105           |
| 30   | Nederland                | Willeke Alberti                                                                   | Mijn Dagboek                           | 28               | 11                        | 4               | 289           |
| 31   | Italië                   | Adamo                                                                             | She was an angel / Another love        | 40               | 3                         | 31              | 16            |
| 32   | België Italië Oostenrijk | Bambis / Rocco Granata / Peppino di Capri                                         | Melancholie                            | 34               | 5                         | 31              | 44            |
| 33   | Griekenland              | Trio Hellenique                                                                   | Ni Nanai                               | 25               | 10                        | 17              | 168           |
| 34   | Verenigd Koninkrijk      | The Searchers                                                                     | What Have They Done to the Rain        | 30               | 8                         | 25              | 73            |
| 35   | Verenigd Koninkrijk      | Moody Blues                                                                       | Go Now!                                | 29               | 3                         | 29              | 28            |
| 36   | Verenigde Staten         | Jay and the Americans                                                             | Come A Little Bit Closer               | 33               | 11                        | 13              | 205           |
| 37   | Duitsland                | Drafi Deutscher                                                                   | Cinderella baby                        | 35               | 5                         | 35              | 23            |
| 38   | Australië                | The Seekers                                                                       | I'll never find another you            | -                | 1                         | 38              | 3             |
| 39   | Nederland                | Gert en Hermien Timmerman                                                         | In Der Mondhellen Nacht                | -                | 9                         | 7               | 170           |
| 40   | Verenigde Staten         | Jewel Akens                                                                       | The birds and the bees                 | -                | 1                         | 40              | 1             |

## Nummers die vorige week wel in de lijst stonden, maar deze week niet meer
Deze week zijn er 3 nummers uit de lijst gegaan.
| Aantal weken volgehouden | Aantal punten | Hoogste positie | Rang vorige week | Land                | Artiest            | Titel                        |
| ------------------------ | ------------- | --------------- | ---------------- | ------------------- | ------------------ | ---------------------------- |
| 9                        | 175           | 18              | 26               | Italië / België     | Rocco Granata      | Noordzeestrand               |
| 10                       | 192           | 11              | 36               | Verenigd Koninkrijk | The Rolling Stones | Tell Me                      |
| 8                        | 116           | 17              | 38               | Verenigd Koninkrijk | The Kinks          | All day and all of the night |